# Pamela Dutkiewicz
Pamela Dutkiewicz (ur. 28 września 1991 w Kassel) – niemiecka lekkoatletka polskiego pochodzenia specjalizująca się w sprinterskich biegach przez płotki, złota medalistka mistrzostw Niemiec.
W 2016 reprezentowała Niemcy na igrzyskach olimpijskich w Rio de Janeiro, osiągając półfinał w biegu na 100 metrów przez płotki. W 2017 stanęła na najniższym stopniu podium halowych mistrzostw Europy w Belgradzie oraz zdobyła brąz podczas mistrzostw świata w Londynie.
Jej trenerem był Sławomir Filipowski.
Jej rodzice również byli sportowcami – matka Brygida Brzęczek pięciokrotnie stawała na podium mistrzostw Polski seniorów w biegu na 800 metrów, a ojciec Marian Dutkiewicz był piłkarzem Olimpii Poznań oraz reprezentantem Polski do lat 21.

## Osiągnięcia
| Rok  | Impreza                                 | Miejsce        | Konkurencja                | Lokata     | Wynik |
| ---- | --------------------------------------- | -------------- | -------------------------- | ---------- | ----- |
| 2016 | Mistrzostwa Europy                      | Amsterdam      | bieg na 100 m przez płotki | –          | DNF   |
| 2016 | Igrzyska olimpijskie                    | Rio de Janeiro | bieg na 100 m przez płotki | półfinał   | 12,92 |
| 2017 | Halowe mistrzostwa Europy               | Belgrad        | bieg na 60 m przez płotki  | 3. miejsce | 7,95  |
| 2017 | Superliga drużynowych mistrzostw Europy | Lille          | bieg na 100 m przez płotki | 1. miejsce | 12,75 |
| 2017 | Mistrzostwa świata                      | Londyn         | bieg na 100 m przez płotki | 3. miejsce | 12,72 |
| 2018 | Mistrzostwa Europy                      | Berlin         | bieg na 100 m przez płotki | 3. miejsce | 12,72 |
| 2018 | Puchar interkontynentalny               | Ostrawa        | bieg na 100 m przez płotki | 3. miejsce | 12,82 |

## Rekordy życiowe
- Bieg na 60 metrów przez płotki (hala) – 7,79 (2017)
- Bieg na 100 metrów przez płotki – 12,61 (2017)